# 24h Le Mans 1952

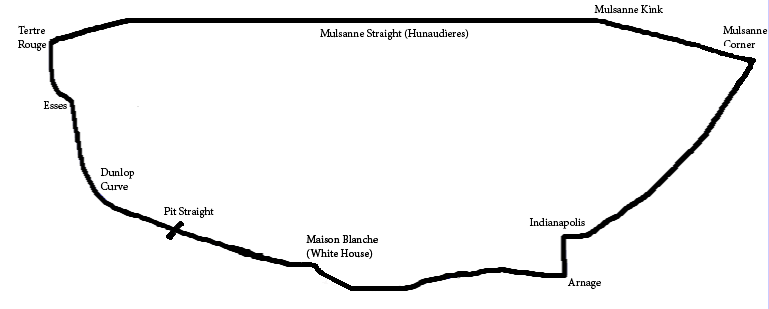
Tor Circuit de la Sarthe

24h Le Mans 1952 – 24–godzinny wyścig rozegrany na torze Circuit de la Sarthe w dniach 14–15 czerwca 1952 roku.

## Wyniki
Źródło: experiencelemans.com
| Poz. | Klasa | Nr | Zespół                          | Kierowcy                            | Nadwozie                       | Silnik                           | Okr. |
| ---- | ----- | -- | ------------------------------- | ----------------------------------- | ------------------------------ | -------------------------------- | ---- |
| 1    | S 3.0 | 21 | Daimler-Benz A.G.               | Hermann Lang Fritz Riess            | Mercedes-Benz 300 SL (W194)    | Mercedes-Benz 3.0L I6            | 277  |
| 2    | S 3.0 | 20 | Daimler-Benz A.G.               | Theo Helfrich Helmut Niedermayr     | Mercedes-Benz 300 SL (W194)    | Mercedes-Benz 3.0L I6            | 276  |
| 3    | S 5.0 | 10 | Donald Healey                   | Leslie Johnson Tommy Wisdom         | Nash-Healey 4 Litre            | Nash 4.1L I6                     | 262  |
| 4    | S 8.0 | 1  | Briggs Cunningham               | Briggs Cunningham William Spear     | Cunningham C4-R                | Chrysler 5.5L V8                 | 252  |
| 5    | S 5.0 | 14 | Luigi Chinetti                  | André Simon Lucien Vincent          | Ferrari 340 America Berlinette | Ferrari 4.1L V12                 | 250  |
| 6    | S 2.0 | 39 | Scuderia Lancia                 | Luigi Valenzano Umberto Castiglioni | Lancia Aurelia B.20            | Lancia 2.0L V6                   | 248  |
| 7    | S 3.0 | 32 | Peter C.T. Clark                | Peter Clark Mike Keen               | Aston Martin DB2               | Aston Martin 2.6L I6             | 248  |
| 8    | S 2.0 | 40 | Scuderia Lancia                 | Felice Bonetto Enrico Anselmi       | Lancia Aurelia B.20            | Lancia 2.0L V6                   | 247  |
| 9    | S S/C | 6  | André Chambas                   | André Morel André Chambas           | Talbot-Lago T26 GS Comp.       | Talbot-Lago 4.5L Supercharged I6 | 235  |
| 10   | S 2.0 | 42 | M.P. Trevelyan                  | Rodney F. Peacock Gerry A. Ruddock  | Frazer Nash Le Mans Mk.II      | Bristol 2.0L I6                  | 225  |
| 11   | S 1.1 | 50 | Porsche KG                      | Auguste Veuillet Edmond Mouche      | Porsche 356/4                  | Porsche 1.1L Flat-4              | 220  |
| 12   | S 1.1 | 52 | Automobiles Panhard et Levassor | Charles Plantivaux Robert Chancel   | Panhard Dyna X86 Coupe         | Panhard 0.9L Flat-2              | 217  |
| 13   | S 1.5 | 45 | Marcel Becquart                 | Marcel Becquart Gordon Wilkins      | Jowett Jupiter R1              | Jowett 1.5L Flat-4               | 210  |
| 14   | S 750 | 60 | Ets. Monopole                   | Jean Hémard Eugéne Dussous          | Monopole X84                   | Panhard 0.6L Flat-2              | 208  |
| 15   | S 750 | 68 | Renault                         | Ernest de Regibus Marius Porta      | Renault 4CV                    | Renault 0.7L I4                  | 195  |
| 16   | S 750 | 61 | Raymond Gaillard                | Raymond Gaillard Pierre Chancel     | Panhard Dyna X84 Sport         | Panhard 0.6L Flat-2              | 186  |
| 17   | S 750 | 67 | Renault                         | Jean Redélé Guy Lapchin             | Renault 4CV                    | Renault 0.7L I4                  | 178  |

### Nie ukończyli
| Poz. | Klasa | Nr | Zespół                          | Kierowcy                                     | Nadwozie                         | Silnik                       | Okr. |
| ---- | ----- | -- | ------------------------------- | -------------------------------------------- | -------------------------------- | ---------------------------- | ---- |
| 18   | S 5.0 | 8  | Pierre Levegh                   | Pierre Levegh                                | Talbot-Lago T26 GS Spider        | Talbot-Lago 4.5L I6          |      |
| 19   | S 3.0 | 25 | Aston Martin Ltd.               | Lance Macklin Peter Collins                  | Aston Martin DB3 Spyder          | Aston Martin 2.6L I6         |      |
| 20   | S 5.0 | 65 | Eugène Chaboud                  | Eugène Chaboud Charles Pozzi                 | Talbot-Lago T26                  | Talbot-Lago 4.5L I6          |      |
| 21   | S 1.5 | 48 | Automobili O.S.C.A.             | Dr. Mario Damonte „Martial”                  | O.S.C.A. MT-4 1300 Coupe Vignale | O.S.C.A. 1.3L I4             |      |
| 22   | S 2.0 | 41 | Automobiles Frazer Nash Ltd.    | Richard Stoop Peter S. Wilson                | Frazer Nash Mille Miglia         | Bristol 2.0L I6              |      |
| 23   | S 1.5 | 47 | Auguste Lachaize                | Eugène Martin Auguste Lachaize               | Porsche 356/4                    | Porsche 1.5L Flat-4          |      |
| 24   | S 1.5 | 46 | Jowett Cars Ltd.                | Bert Hadley Tommy Wise                       | Jowett Jupiter R1                | Jowett 1.5L Flat-4           |      |
| 25   | S 750 | 56 | Just-Émile Vernet               | Just-Émile Vernet Jean Pairard               | Renault 4CV                      | Renault 0.7L I4              |      |
| 26   | S 3.0 | 31 | N.H. Mann                       | Nigel Mann Mortimer Morris-Goodall           | Aston Martin DB2                 | Aston Martin 2.6L I6         |      |
| 27   | S 8.0 | 5  | S.H. Allard                     | Frank G. Curtis Zora Arkus-Duntov            | Allard J2X                       | Cadillac 5.4L V8             |      |
| 28   | S 8.0 | 4  | S.H. Allard                     | Sydney Allard Jack Fairman                   | Allard J2X                       | Cadillac 5.4L V8             |      |
| 29   | S S/C | 43 | Alexandre Constantin            | Alexandre Constantin Jacques Poch            | Constantin C                     | Peugeot 1.3L Supercharged I4 |      |
| 30   | S 5.0 | 12 | Luigi Chinetti                  | Luigi Chinetti Jean Lucas                    | Ferrari 340 America B            | Ferrari 4.1L V12             |      |
| 31   | S 3.0 | 34 | Automobiles Gordini             | Jean Behra Robert Manzon                     | Gordini T15S                     | Gordini 2.3L I6              |      |
| 32   | S 5.0 | 9  | Pierre Meyrat                   | Pierre Meyrat Guy Mairesse                   | Talbot-Lago T26 GS               | Talbot-Lago 4.5L I6          |      |
| 33   | S 3.0 | 33 | Charles Moran                   | Charles Moran Franco Cornacchia              | Ferrari 212MM Coupe              | Ferrari 2.6L V12             |      |
| 34   | S 750 | 59 | Automobiles Panhard et Levassor | Jacques Savoye Raymond Lienard               | Panhard Dyna X84 Spot            | Panhard 0.6L Flat-2          |      |
| 35   | S 3.0 | 30 | Scuderia Ferrari                | Pierre Boncompagni Tom Cole Jr.              | Ferrari 225S Berlinetta          | Ferrari 2.7L V12             |      |
| 36   | S 1.5 | 64 | Maurice Gatsonides              | Maurice Gatsonides Hugo van Zuylen Nijeveldt | Jowett Jupiter R1                | Jowett 1.5L Flat-4           |      |
| 37   | S 3.0 | 22 | Daimler-Benz A.G.               | Karl Kling Hans Klenk                        | Mercedes-Benz 300 SL (W194)      | Mercedes-Benz 3.0L I6        |      |
| 38   | S 8.0 | 2  | Briggs Cunningham               | Phil Walters Duane Carter                    | Cunningham C4-RK Coupe           | Chrysler 5.5L V8             |      |
| 39   | S 750 | 54 | Renault                         | Louis Pons Paul Moser                        | Renault 4CV                      | Renault 0.7L I4              |      |
| 40   | S 1.1 | 51 | Porsche KG                      | Huschke von Hanstein Petermax Müller         | Porsche 356/4                    | Porsche 1.1L Flat-4          |      |
| 41   | S 8.0 | 3  | Briggs Cunningham               | John Fitch George Rice                       | Cunningham C4-R                  | Chrysler 5.5L V8             |      |
| 42   | S 5.0 | 15 | Ecurie Rosier                   | Louis Rosier Maurice Trintignant             | Ferrari 340 America Spyder       | Ferrari 4.1L V12             |      |
| 43   | S 750 | 58 | Automobiles Deutsch et Bonnet   | Jean-Paul Colas Robert Schollmann            | DB Coupe                         | Panhard 0.7L Flat-2          |      |
| 44   | S 1.5 | 44 | Automobiles Gordini             | Roger Loyer Charles de Clareur               | Gordini T15S                     | Gordini 1.5L I4              |      |
| 45   | S 5.0 | 16 | Luigi Chinetti                  | Pierre-Louis Dreyfus René Dreyfus            | Ferrari 340 America Barchetta    | Ferrari 4.1L V12             |      |
| 46   | S 5.0 | 18 | Jaguar Ltd.                     | Tony Rolt Duncan Hamilton                    | Jaguar C-Type                    | Jaguar 3.5L I6               |      |
| 47   | S 750 | 57 | Automobiles Deutsch et Bonnet   | René Bonnet Élie Bayol                       | DB                               | Panhard 0.7L Flat-2          |      |
| 48   | S 3.0 | 26 | Aston Martin Ltd.               | Dennis Poore Pat Griffith                    | Aston Martin DB3 Spyder          | Aston Martin 2.6L I6         |      |
| 49   | S 3.0 | 35 | Robert Lawrie                   | Robert Lawrie John Isherwood                 | Morgan Plus-4                    | Standard 2.1L I4             |      |
| 50   | S 5.0 | 11 | Donald Healey                   | Pierre Veyron Yves Giraud-Cabantous          | Nash-Healey                      | Nash 4.1L I6                 |      |
| 51   | S 750 | 53 | Renault                         | Yves Lesur André Briat                       | Renault 4CV                      | Renault 0.7L I4              |      |
| 52   | S 3.0 | 62 | Scuderia Ferrari                | Alberto Ascari Luigi Villoresi               | Ferrari 250S Berlinetta          | Ferrari 3.0L V12             |      |
| 53   | S 5.0 | 17 | Jaguar Ltd.                     | Stirling Moss Peter Walker                   | Jaguar C-Type                    | Jaguar 3.5L I6               |      |
| 54   | S 5.0 | 19 | Jaguar Ltd.                     | Peter Whitehead Ian Stewart                  | Jaguar C-Type                    | Jaguar 3.5L I6               |      |
| 55   | S 750 | 55 | Jacques Lecat                   | Jacques Lecat Henri Senfftleben              | Renault 4CV                      | Renault 0.7L I4              |      |
| 56   | S 3.0 | 27 | Aston Martin Ltd.               | Reg Parnell Eric Thompson                    | Aston Martin DB3 Coupe           | Aston Martin 2.6L I6         |      |
| 57   | S 1.1 | 49 | Norbert Jean Mahé               | José Scaron Norbert Jean Mahé                | Simca-Gordini TMM                | Gordini 1.1L I4              |      |